# Championnat de France de rugby à XIII 1936-1937
Navigation
Édition précédente Édition suivante
Le Championnat de France de rugby à XIII 1936-37 est la troisième édition du Championnat de France de rugby à XIII. Bordeaux XIII remporte son premier championnat de l'histoire en battant en finale 23-10 le XIII Catalan (Perpignan).

## Liste des clubs en compétition
| Albi Bordeaux Cote basque Dax Lyon-Villeurbanne Paris XIII Pau XIII Catalan Roanne Villeneuve-sur-Lot |

La Ligue Française de rugby à XIII met en place la troisième édition du Championnat de France de première division avec la participation de dix clubs.

## Déroulement de la compétition

### Classement général
| Rang | Club                   | Pts | J  |
| ---- | ---------------------- | --- | -- |
| 1    | XIII Catalan           | 50  | 18 |
| 2    | Bordeaux XIII          | 41  | 17 |
| 3    | R.C. Roanne            | 40  | 18 |
| 4    | Côte basque XIII       | 40  | 18 |
| 5    | U.S. Lyon-Villeurbanne | 38  | 18 |
| 6    | R.C. Albigeois         | 37  | 18 |
| 7    | S.A. Villeneuve        | 33  | 17 |
| 8    | Dax XIII               | 30  | 17 |
| 9    | Paris rugby XIII       | 21  | 16 |
| 10   | Pau XIII               | 19  | 17 |

### Phase finale
|  | Demi-finales                            | Demi-finales                            |               |    | Finale                                 | Finale                                 |
|  | Demi-finales                            | Demi-finales                            |               |    | Finale                                 | Finale                                 |
|  |                                         |                                         |               |    |                                        |                                        |
|  | 2 mai 1937 au parc municipale de Roanne | 2 mai 1937 au parc municipale de Roanne |               |    | 16 mai 1937 au parc du Suzon à Talence | 16 mai 1937 au parc du Suzon à Talence |
|  | 2 mai 1937 au parc municipale de Roanne | 2 mai 1937 au parc municipale de Roanne |               |    | 16 mai 1937 au parc du Suzon à Talence | 16 mai 1937 au parc du Suzon à Talence |
|  | Bordeaux XIII                           | 21                                      |               |    | 16 mai 1937 au parc du Suzon à Talence | 16 mai 1937 au parc du Suzon à Talence |
|  | Bordeaux XIII                           | 21                                      |               |    | 16 mai 1937 au parc du Suzon à Talence | 16 mai 1937 au parc du Suzon à Talence |
|  | R.C. Roanne                             | 10                                      |               |    | 16 mai 1937 au parc du Suzon à Talence | 16 mai 1937 au parc du Suzon à Talence |
|  | R.C. Roanne                             | 10                                      | Bordeaux XIII | 23 |                                        |                                        |
|  | 2 mai 1937 à Bordeaux                   |                                         | Bordeaux XIII | 23 |                                        |                                        |
|  |                                         | XIII Catalan                            | 10            |    |                                        |                                        |
|  | XIII Catalan                            | XIII Catalan                            | 10            | 10 |                                        |                                        |
|  | XIII Catalan                            |                                         |               | 10 |                                        |                                        |
|  | Côte basque XIII                        | 6                                       |               |    |                                        |                                        |
|  | Côte basque XIII                        | 6                                       |               |    |                                        |                                        |

### Finale (16 mai 1937)
(mt : 8 - 8)
Homme du match : 
Points marqués :
- Bordeaux: 5 essais de Saubion, Brown (2), Labrousse, Villafranca ; 4 buts de Larroche
- XIII Catalan: 5 buts de Noguères et de Bosc (4)

Évolution du score : 0-2, 0-4, 0-6, 5-6, 8-6, 8-8, 10-8, 15-8, 15-10, 20-10, 23-10
Arbitre :  Frank Peel (Bradford)
Spectateurs : 14 300
- Bordeaux: Henri Mounès - Marcel Villafranca, Raoul Bonamy, Albert Falwasser, Louie Brown - Henri Audurau, Maurice Gagnol - André Larroche, André Saubion, Maurice Sournies, Raoul Demanget, Marcel Nourrit, Jacques Labrousse
Entraîneur :  Queheillard
- XIII Catalan: Jean Azaïs - Viguié, François Noguères, Émile Bosc, Henri Dabat - Augustin Saltraille, Philippe Ascola - Ferdinand Danoy, Maurice Porra, Adrien Maurel, André Bruzy, Octave Triquera, Martin Serre (c)
Entraîneur :  Roger Ramis

La finale oppose les deux premiers de la saison régulière avec un XIII Catalan emmené par leur capitaine Martin Serre qui domine le Championnat en ne subissant qu'une seule défaite, toutefois elle est vaincue la semaine précédente la finale en finale de la Coupe de France par Villeneuve-sur-Lot. Bordeaux, second du Championnat, dispute cette finale dans sa ville au parc du Suzon à Talence.
Après une première mi-temps équilibrée avec un score de parité 8-8, les Perpignanais cèdent aux assauts offensives des Bordelais, pourtant réduits à douze en raison de la blessure de Falhwasser, dans les vingt dernières minutes en encaissant trois essais pour un score final de 23-10.

## Effectifs des équipes présentes
| XIII catalan       | Philippe Ascola Jean Azaïs Aimé Bardes Émile Bosc André Bruzy Henri Dabat Ferdinand Danoy François Forma Raoul Lavagne Adrien Maurel François Noguères Gilbert Ponramon Maurice Porra Jean Queroli Augustin Saltraille Louis Sayrou Martin Serre (c) Octave Triquera Viguié Entraîneur : Roger Ramis | Bordeaux          | Henri Audurau Michel Bénazet Raoul Bonamy Louie Brown Comte Jean Darrigade Raoul Demanget Albert Falwasser Maurice Gagnol Jacques Labrousse Lard André Larroche Henri Mounès François Nouel Marcel Nourrit André Saubion Maurice Sournies Marcel Villafranca Entraîneur : Queheillard |
| Roanne             | Georges Basque Joseph Carnesco Joseph Carrère Eugène Chaud Gabriel Clément Ferrer David Henri Dechavanne Jean Duhau Ewans Henri Gibert Louis Gibert Hazelhurst Fernand Huc Pearce Jones Charles Lamarque Roger Pouy (Boucau) Jean Rolland Max Rousié Savy Léopold Servole Entraîneur : Jean Duhau    | Lyon-Villeurbanne | Joseph Griffard Charles Petit Robert Samatan Gaston Amila Rolland Perrin Antonin Barbazanges Henri Marty Laurent Lambert Villeneuve Audouze Paul Piany Arioulou Gustave Genevet Lafont                                                                                                |
| Villeneuve-sur-Lot | Étienne Cougnenc Marius Guiral Baptiste Carbo Pierre Brinsolles Marcel Delhommeau Henri Durand Jean Daffis Maurice Brunetaud Georges Lhespitaou Laffargue René Lhoste (de l'US Marmandaise) Urbain Tissinier Calmel Antoine Puyuelo Georges Tutard                                                   | Paris             | Baylet Louis Brané Roger Claudel Vergez Levier Sicard Harcadet Pierre Germineau Matthews Ribeyre Faure Minvielle Casalino Labourdette Mascadet Bedat Sicard Moulin Loche |
| Albi               | André Castagnon Courbières Paul Font Glandin Gordon Jalley Henri Jeansous René Lataillade Magnan Vincent Martimpé-Gallart Moureu Oster Pinel Sagne Saubrec Timbal Vedeau Jean-Marie Vignal | Côte basque       | Georges Blanc Sylvain Claverie-Barbe André Cussac André Rousse Puchulu Thomas Parker Lacour Gonzalez Campo Fort Couquiaud Justin Davant Lacourt Pierre Etchart Louis Bisauta Henri Sanz André Hiriart Croq de Malaret Rousse II Ducourneau Sanz II Goyetche Blanc II                  |
| Pau                | Vergez Ladoumègue Roger Lanta Élisée Domercq Birabea Forsans Berdance André Micq-Jouande Lassalle Daquo | Dax               | Georges Lavielle Batz/Bats Didier Castex Daniel Dupérier Raoul Dupérier Lamaignère |